# ویلیام جی. استون
ویلیام جی. استون (به انگلیسی: William Joel Stone) سناتور سابق عضو حزب دموکرات ایالات متحده آمریکا بود. وی در سال ۱۹۰۳ تا ۱۹۱۸ میلادی سناتور ایالت میزوری در سنای ایالات متحده آمریکا بود.